# Cadillac Blackwing V8
Cadillac Blackwing V8 (GM RPO LTA) — V-образный восьмицилиндровый бензиновый двигатель внутреннего сгорания с клапанным механизмом DOHC и двойным турбонаддувом, производившийся с 2018 по 2020 год подразделением Cadillac компании General Motors.

## Описание
Cadillac Blackwing V8, разработанный «с нуля», является первым эксклюзивным двигателем Cadillac V8 с двумя верхними распредвалами. Алюминиевый блок цилиндров имеет запрессованные железные вкладыши, включая крышки коренных подшипников с поперечными болтами, и содержит лёгкий коленчатый вал из кованой стали, кованые стальные шатуны и высокопрочные алюминиевые поршни. В каждом цилиндре имеется четыре натриевых клапана.
Турбокомпрессоры с интеркулером установлены между рядами цилиндров в V-образной конфигурации, а их конструкция с двумя спиральными компрессорами расширяет их эксплуатационные характеристики, обеспечивая более быстрый отклик и большую эффективность. Они производят давление до 1,4 бар и оснащены электронным управлением регулировочным клапаном для более точного управления наддувом и более отзывчивой выработки крутящего момента. 90% пикового крутящего момента двигателя достигается при 2000 об/мин и передаётся через 5200 об/мин.
Другие особенности включают непосредственный впрыск топлива, фазирование распределительного вала, деактивацию цилиндра с переменным рабочим объёмом/старт-стоп и систему смазки с переменным давлением и масляными форсунками поршневого охлаждения. Все версии сочетаются в паре с десятиступенчатой автоматической трансмиссией GM 10L90 и полным приводом.
В начале 2020 года Cadillac Blackwing V8 был снят с производства по причине высокой стоимости производства двигателя и низкого спроса на CT6-V.

## Производство
В марте 2018 года, когда был представлен CT6-V, было выпущено 275 единиц для рынка США. В январе 2019 года, когда была открыта книга предварительных заказов, все модели были распроданы за считанные минуты. Подразделение Cadillac не ожидало такого большого спроса, а поэтому была представлена вторая модель — CT6 4.2 Platinum.

## Отмена
Планировалось, что двигатель Blackwing V8 будет «эксклюзивным» для флагманского седана CT6, а поэтому было отменено производство более крупного седана Escala/CT8. Тем не менее, из-за проблем с продажами CT6 был снят с производства в феврале 2020 года. При предполагаемой стоимости производства в 20 000 долларов за двигатель, Blackwing V8 был бы слишком дорогим для Escalade, когда чуть более половины производительности было позаимствовано у 3,0-литрового двигателя LGW High Feature V6 с двойным турбонаддувом.
В марте 2020 года было объявлено, что Manifattura Automobili Torino продолжит производство и разработку двигателя Blackwing в сотрудничестве с Punch Torino, однако корпорация General Motors сразу же опровергла это. По состоянию на январь 2022 года Blackwing всё ещё продолжал находиться на официальном сайте запчастей Cadillac, однако представитель General Motors подтвердил, что двигатель больше не выпускается.

## Применения
| Годы производства | Модель                    | Мощность                             | Крутящий момент                |
| ----------------- | ------------------------- | ------------------------------------ | ------------------------------ |
| 2019 и 2020       | Cadillac CT6 4.2 Platinum | 500 л. с. (368 кВт) при 5,700 об/мин | 778 Н⋅м при 3,200—4,000 об/мин |
| 2019 и 2020       | Cadillac CT6-V            | 550 л. с. (405 кВт) при 5,700 об/мин | 868 Н⋅м при 3,200—4,000 об/мин |